# FAdeA
FAdeA (Fábrica Argentina de Aviones «Brigadier San Martín» S.A.) — аргентинская авиастроительная компания, старейшая в Латинской Америке. Штаб-квартира — в городе Кордова, провинция Кордова. Основную часть доходов компания получает от заказов Министерства обороны Аргентины.

## История
Основана 10 октября 1927 года как предприятие по производству военных самолетов — FMA (Fábrica Militar de Aviones), которое контролировалось государством. В 1990-х годах столкнулась с серьёзным кризисом, после чего в конце 1994 года было принято решение о передаче военного авиационного завода в концессию американской аэрокосмической компании «Локхид Мартин» сроком на 15 лет с возможностью её продления до 20 лет. При этом американская сторона дала согласие на сохранение 2300 рабочих мест для аргентинских специалистов.
В марте 2009 года президент Аргентины Кристина Фернандес де Киршнер заявила о предстоящей национализации авиазавода, с которой был заключён договор в ноябре 2007 года о передаче в собственность государства. Президент заявила о намерениях правительства возвратить те предприятия, которые были проданы в 1990-е годы правительством президента Карлоса Менема. Правительство выплатило Lockheed Martin 27 миллионов долларов. Больше тысячи сотрудников предприятия сохранили свои рабочие места. Авиазавод проводит техническое обслуживание и ремонт самолётов авиакомпании «Aerolíneas Argentinas» и её филиала «Austral Líneas Aéreas», которые раньше принадлежали испанской группе компаний «Grupo Marsans» и были национализированы в 2008 году. По словам Киршнер: «правительство продолжает возвращать в руки государства стратегические объекты и предприятия, которые были утрачены в 1990-е годы на волне приватизации при Карлосе Менеме, главе государства в 1989—1999 годы».

## Собственники и руководство
Президент компании — Рауль Арганьярас (исп. Raúl Argañaraz).

## Деятельность
Компания выпускает коммерческие (совместно с Embraer), военные самолёты. Производственные мощности сконцентрированы в Аргентине.
Численность персонала — 1,1 тыс. человек (2009 год).

## Продукция

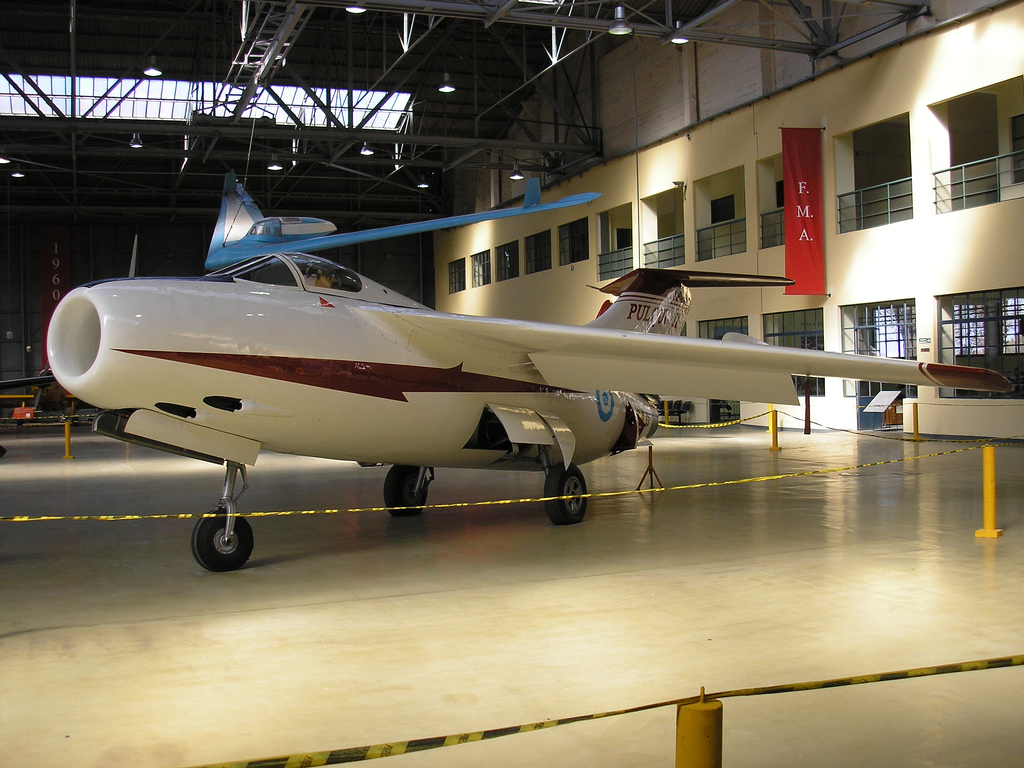
FMA I.Ae. 33 Pulqui II в Национальном музее аэронавтики (Морон, провинция Буэнос-Айрес)

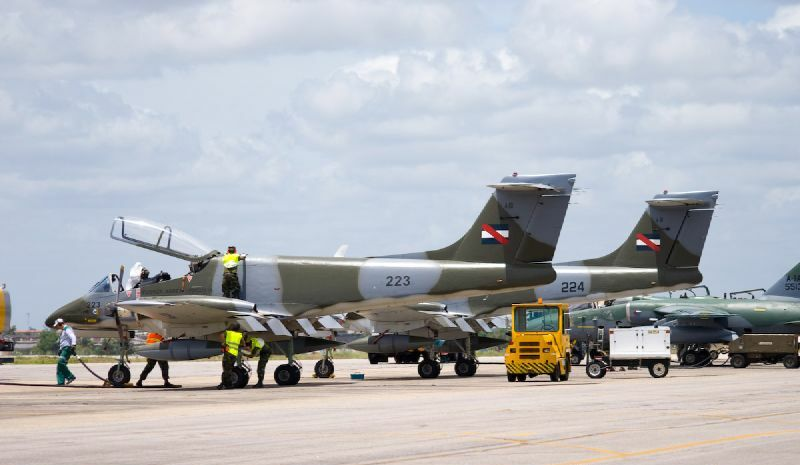
FMA IA 58 Pucará в аэропорту Натала на Cruzex IV, 2008

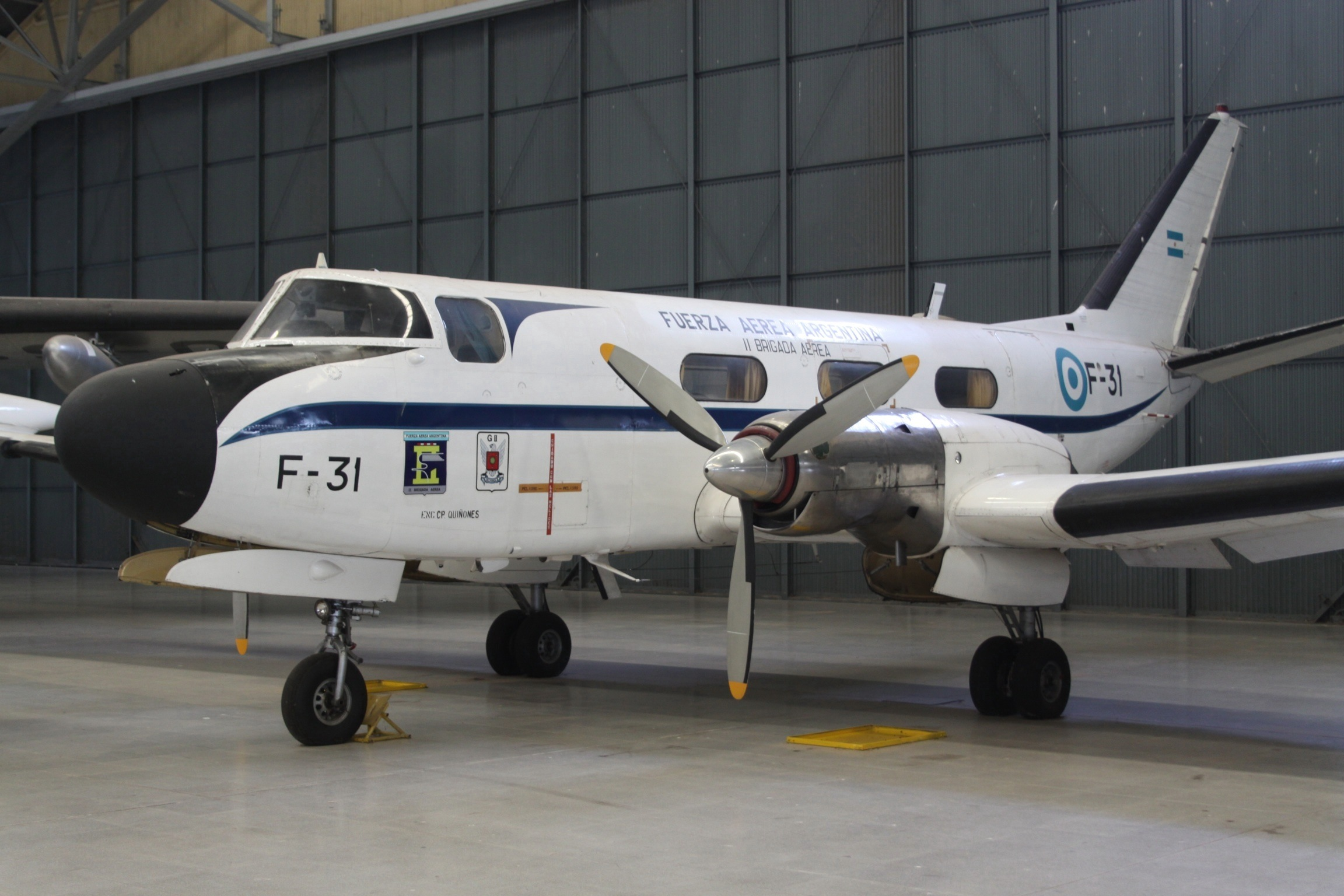
FMA IA 50 Guarani II

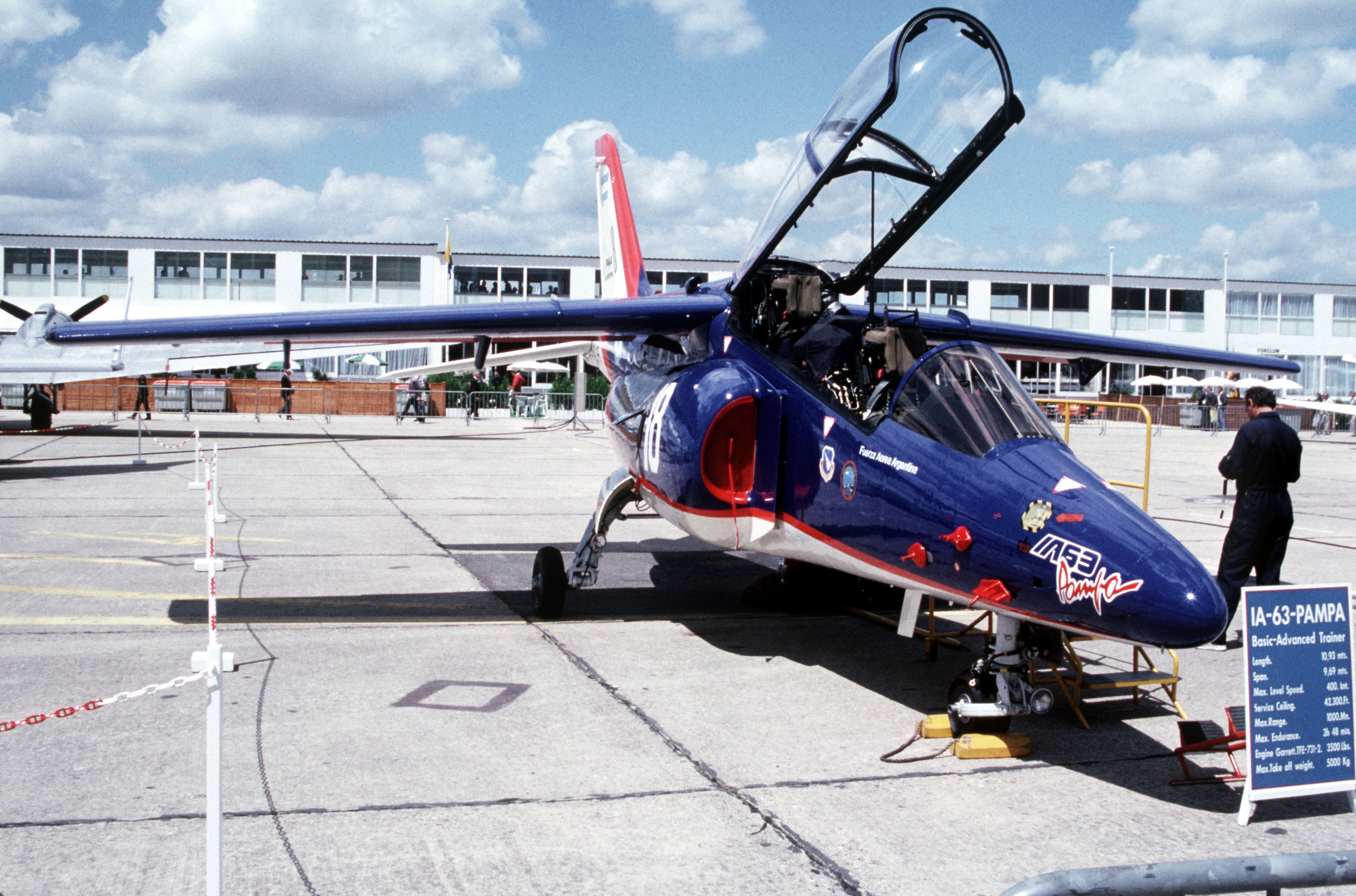
FMA IA 63 Pampa

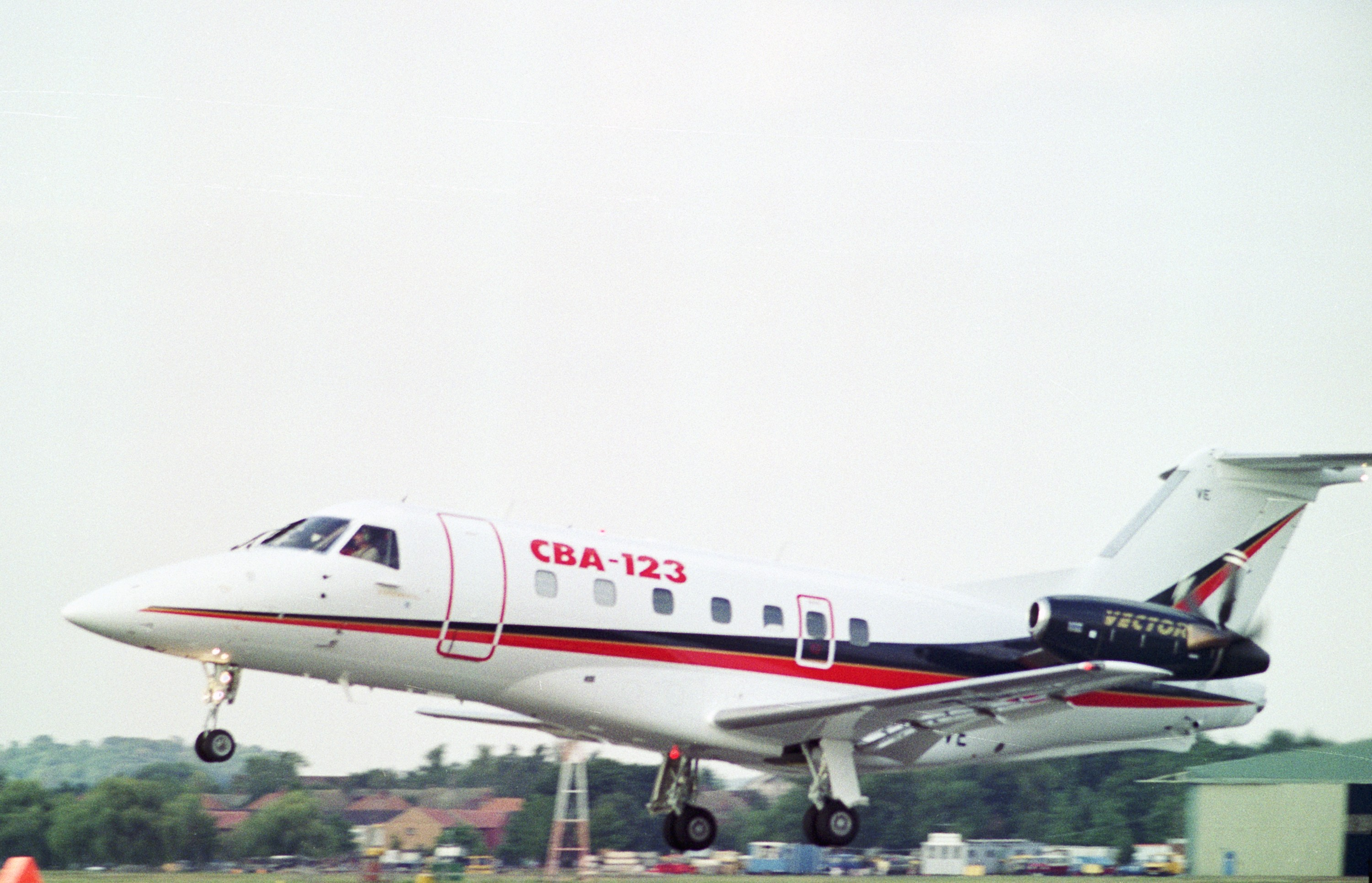
IA 70 Vector

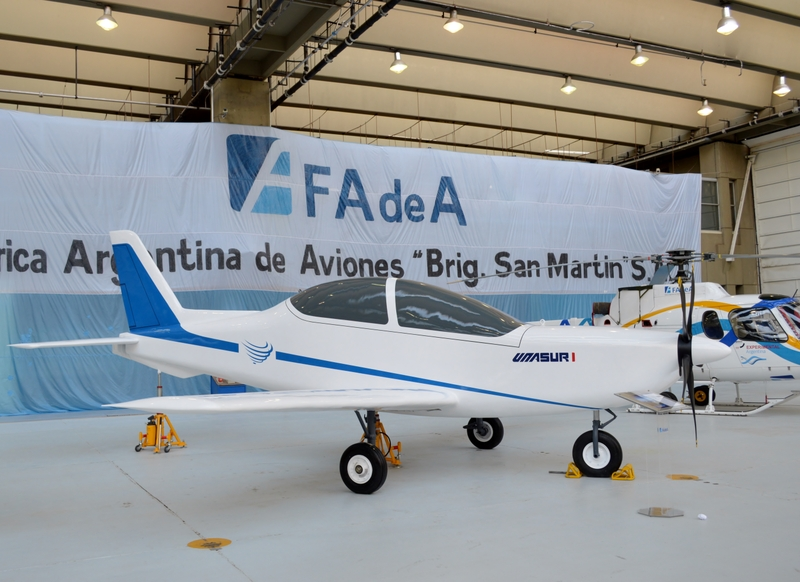
IA 73 «Унасур» и вертолёт Z-11 «Памперо»

### Самолёты собственной разработки
- Ae. C.1 (1931)
- Ae. C.2 (1932)
- Ae. M.E.1 (1933)
- Ae. T.1 (1933)
- Ae. M.O.1 (1934) (позже Ae. M.Oe.1)
- Ae. C.e (1934)
- Ae. M.Oe.2 (1934)
- Ae. C.3 (1934)
- Ae. MB.1/Ae. MB.2 Bombi (1935)
- Ae. M.S.1 (1935)
- Ae. C.3.G (1936)
- Ae. C.4 (1936)
- 20 El Boyero (1940)
- 21 (1943)
- I.Ae. 22 DL (1944)
- I.Ae. 23 (1945)
- I.Ae. 24 Calquín (1946)
- I.Ae. 25 Mañque (1945)
- I.Ae. 27 Pulqui (1947)
- I.Ae 28 Super Calquin
- I.Ae. 30 Ñancú (1948)
- I.Ae. 31 Colibrí (1947)
- I.Ae. 32 Chingolo (1949)
- I.Ae. 33 Pulqui II (1950)
- I.Ae. 34 Clen Antú (1949)
- I.Ae. 35 Huanquero (1953)
- I.Ae. 36 Cóndor
- I.Ae. 37 Ala Delta (1954)
- I.Ae. 38 Naranjero (1960)
- I.Ae. 41 Urubú (1953)
- I.Ae. 44 DL II
- I.Ae. 45 Querandí (1957)
- I.Ae. 46 Ranquel (1958)
- I.Ae. Guaraní I (1961)
- IA 50 Guaraní II (1966)
- IA 51 Tehuelche (1963)
- IA 53 Mamboretá (1966)
- IA 54 Carancho
- IA 58 Pucará
- IA 63 Pampa (1988)[2][3]
- IA 66 Pucara II
- IA 67 Córdoba (1980)
- IA 68 ATL (1980—1985)
- IA 70 Vector (1990) (совместно с Embraer)
- SAIA 90 (совместно с Dornier)
- IA 73 Unasur I[3][4][5]
- KC-390 (совместно с Embraer)[6]

### Самолёты лицензионной сборки
- Avro 504/Avro 504N Gosport (1928)
- Dewoitine D.21 C-1 (1929)
- Focke-Wulf FW44 Stieglitz (1937)
- Curtiss Hawk 75-0 (1940)
- Beechcraft B-45 Mentor (1957)
- Morane-Saulnier MS-760 Paris (1958)
- Cessna A-182 Skylane (1966)
- Lockheed Martin A-4AR Fightinghawk (1999)[7][8]
- Laviasa PA-25 Puelche[9]

### Вертолёты

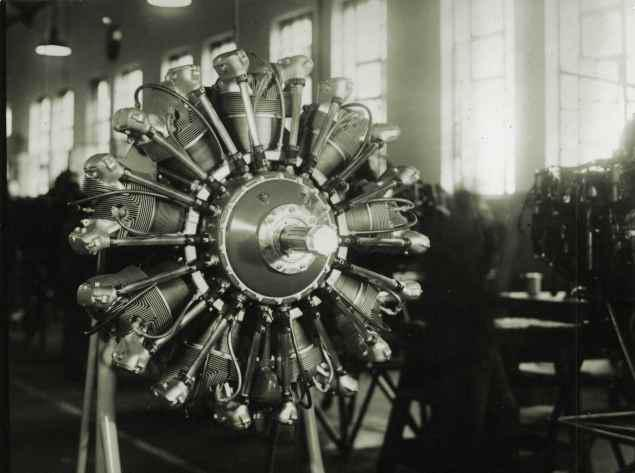
Авиационный двигатель FMA I.Ae. R-19 «Эль Индио»

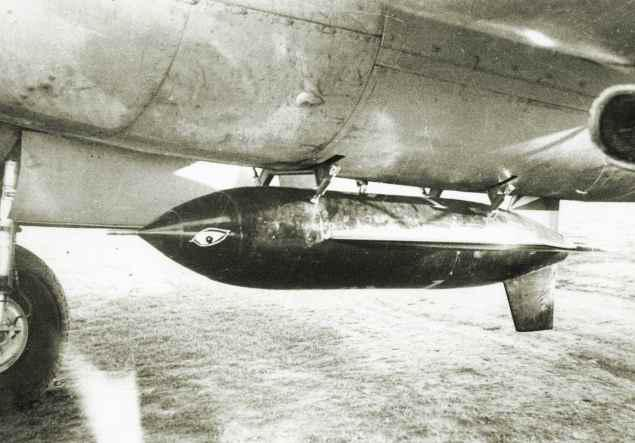
Крылатая ракета AM-1 «Та́бано» под крылом бомбардировщика «Калькин»

- Z-11 «Памперо» (по лицензии)[5][10]

### Двигатели
- FMA I.Ae. 16 El Gaucho
- FMA I.Ae. R-19 El Indio
- Institec MA-1 M-800
- Institec M-700
- IAME V-8
- FMA I.Ae. 0-1600-R X-1
- FMA I.Ae. 0-4000-R

### Оружие
- AM-1 Tábano
- PAT-1
- DPE-№3 PA-X4
- PAT-2
- ARM BK P-125
- I.A. C-1057 Áspid ARM